# Damkhat Sokonthor
Dhamkat Sokonthor (né en 1473- mort en 1499  ou en  1512)  ,  roi du Cambodge  de 1494 à 1499 ou de   1504 à 1512  sous le nom de règne de « Sri Sugandhapada ».

## Biographie
Dhamkat Sokhontor était le fils aîné de Thommo Reachea Ier né de sa demi sœur la princesse royale Sri Thida Rajavi. Il devient roi à l’âge de 26 ans après la mort de son père
Dès le début de son règne, son demi frère cadet le prince Ang Chan élève des prétentions au trône et s’établit à Phnom Penh pendant que le roi légitime fixe sa capitale à Srey Santhor. Le pays se trouve divisé de facto en deux principautés. 
Peu après, le roi disgracie un de ses favoris, Kan, fils d’un certain Bijai Naga (Vijayanaka), qui était en outre le frère de Nang Pean, une de ses épouses secondaires. Kan soulève à son tour plusieurs provinces et oblige le prétendant Ang Chan à abandonner Phnom Penh et à s’enfuir réclamer l’aide du suzerain du royaume le roi de Siam.
Neay Kan, maître de la moitié du pays, parvient à vaincre les forces royales dans plusieurs rencontres en 1508, il usurpe le trône et se fait sacrer roi du vivant même de Dhamkat Sokhanthor sous le nom de règne de « Parama Bupati » sans toutefois détenir les symboles de la royauté.
En 1512, Neay Kan fait assassiner Dhamkat Sokonthor qui s’était réfugié avec quelques fidèles dans un fortin sur une petite île de la rivière Sen.